# نمط صعب ونمط مخيف
نمط صعب ونمط مخيف هو كتاب للمؤلف والأديب محمود محمد شاكر تحدث فيه عن قصيدة جاهلية وحللها من الجوانب اللغوية والبلاغية والإيقاعية والتاريخية.

## مؤلف الكتاب
هو أبو فهر محمود محمد شاكر أديب إسلامي دافع عن العربية وبلاغتها وخاض في سبيل ذلك العديد من المعارك الأدبية ولد عام 1909 م وتوفي عام 1997 م في مصر.
حصل على جائزة الملك فيصل العالمية في اللغة العربية والأدب عام 1984.

## الكتاب
الكتاب عبارة عن سبع  مقالات نشرت بمجلة الوعي عامي 1969 – 1970.
عالج الكاتب فيه موضوع القصيدة وبحرها وترجمة الشاعر الألماني غوته لها، ورد الكاتب في هذا الكتاب على من قال إن القصيدة العربية تفتقر إلى الوحدة.

## القصيدة المدروسة
تناول الكاتب في كتابه هذا نقد وتحليل قصيدة جاهلية اختلف العلماء والرواة في نسبتها لعدة شعراء ومطلع القصيدة:
وعرض المؤلف أقوال العلماء السابقين ومحصها ورجح منها ما رآه صوابا.

## كلام النقاد في الكتاب
قال الباحث المتخصص في علوم البلاغة محمد محمد أبو موسى: «لا يجوز لمن يتكلم في الشعر أن يكون بمعزل عن طول المراجعة في هذا الكتاب إذا كان المتكلم يحرص على أن يقول شيئا نافعا...»